# Peugeot 308
Peugeot 308 je automobil nižší střední třídy, který od roku 2007 vyrábí francouzská automobilka Peugeot. Nahradil Peugeot 307.

## První generace (2007-2014), typ A
Výroba první generace probíhala v letech 2007–2014. V roce 2011 byl automobil faceliftován.

Vyráběl se jako tří- nebo pětidveřový hatchback, pětidveřové kombi a dvoudveřové kupé-kabrio.

### Výroba
Peugeot 308 byl postaven na platformě staré 307, ale má nový design karoserie a je o něco delší a širší. Jeho součinitel odporu vzduchu je 0,29 a má pět hvězdiček v hodnocení Euro NCAP. Po faceliftu v roce 2011 byl odpor snížen na 0,28.
308 HDi drží titul v Guinnessově knize rekordů jako nejúspornější automobil vyráběný v současné době, s průměrnou spotřebou paliva 3.13 l / 100 km na vzdálenost 14580 km.
308 se vyrábí ve Francii, v továrnách Mulhouse a Sochaux. 307 zůstává ve výrobě v několika zemích, a to zejména v těch, které dávají přednost sedanům, jako je Čína.

### Karoserie

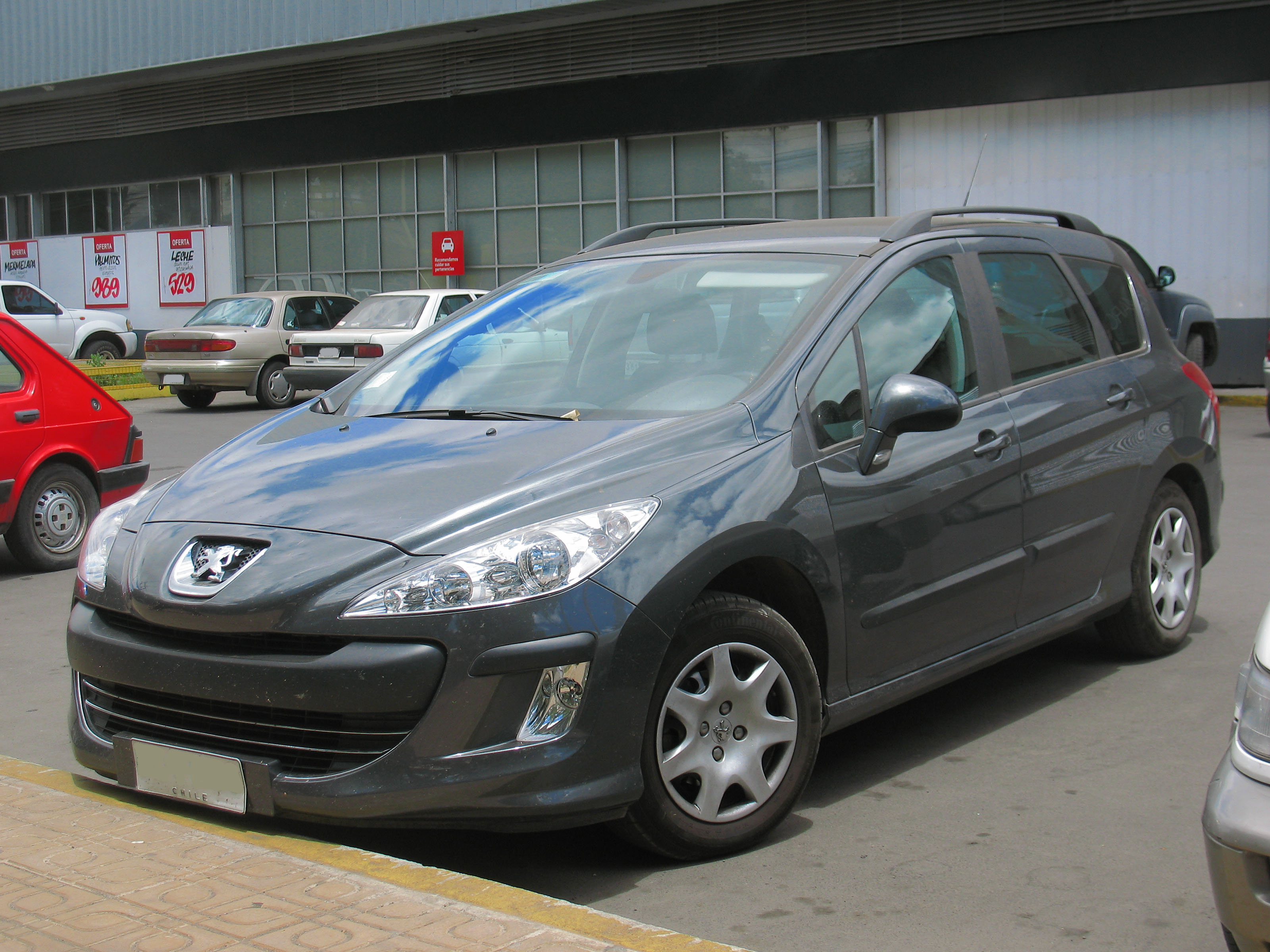
308 SW
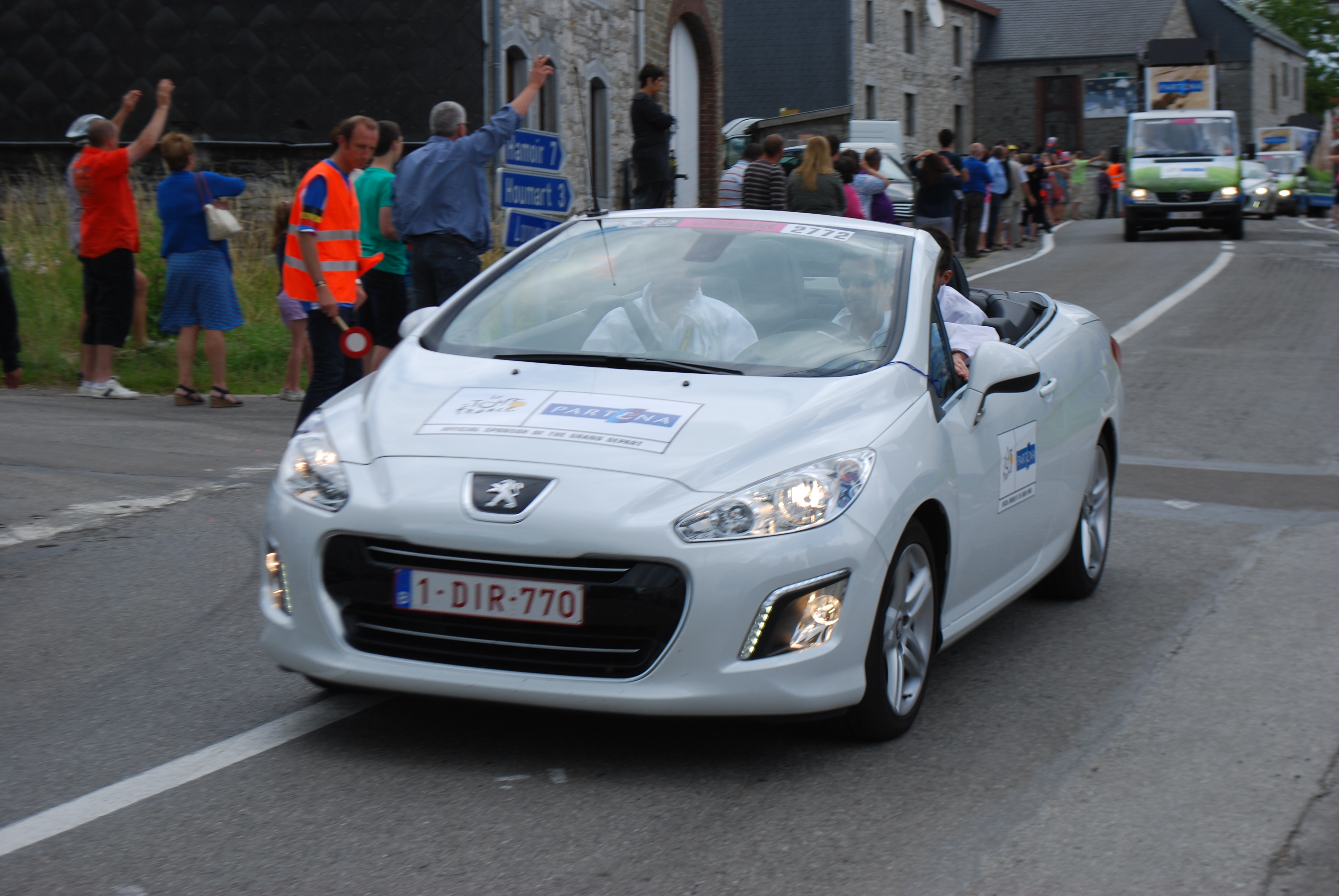
308 CC
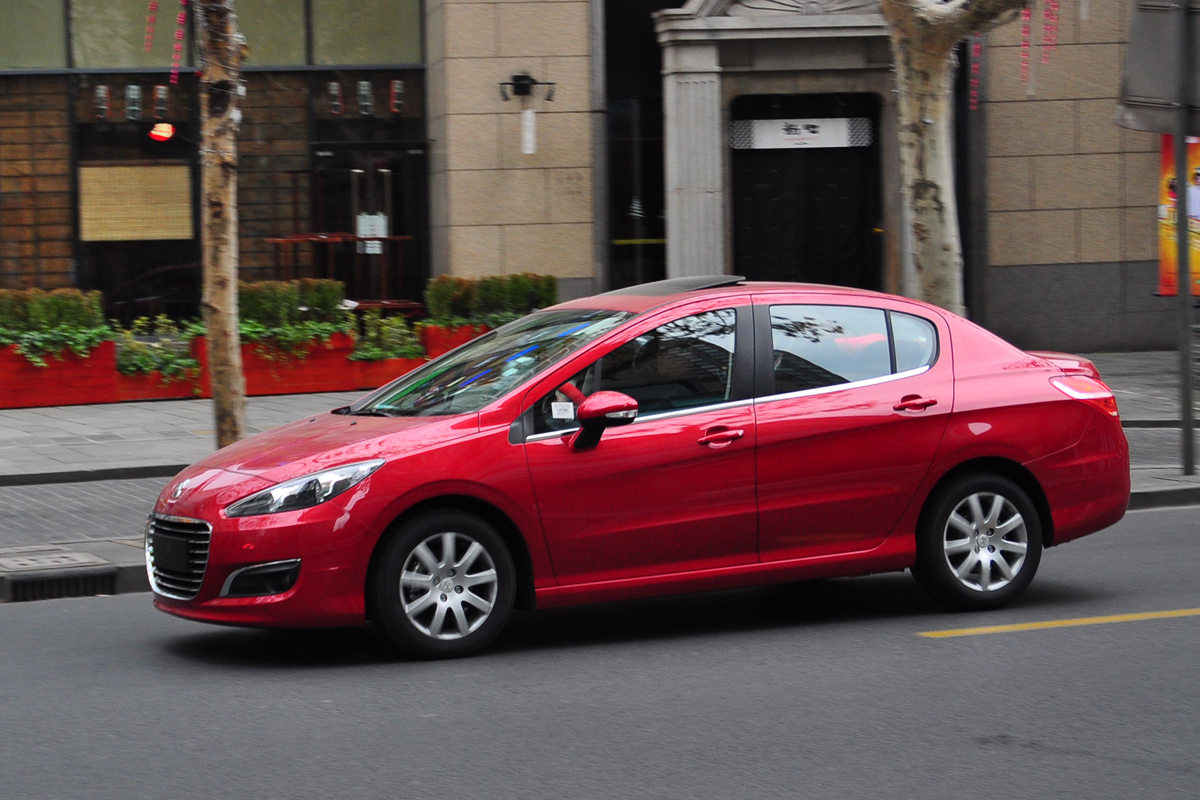
308 sedan(v Číně)
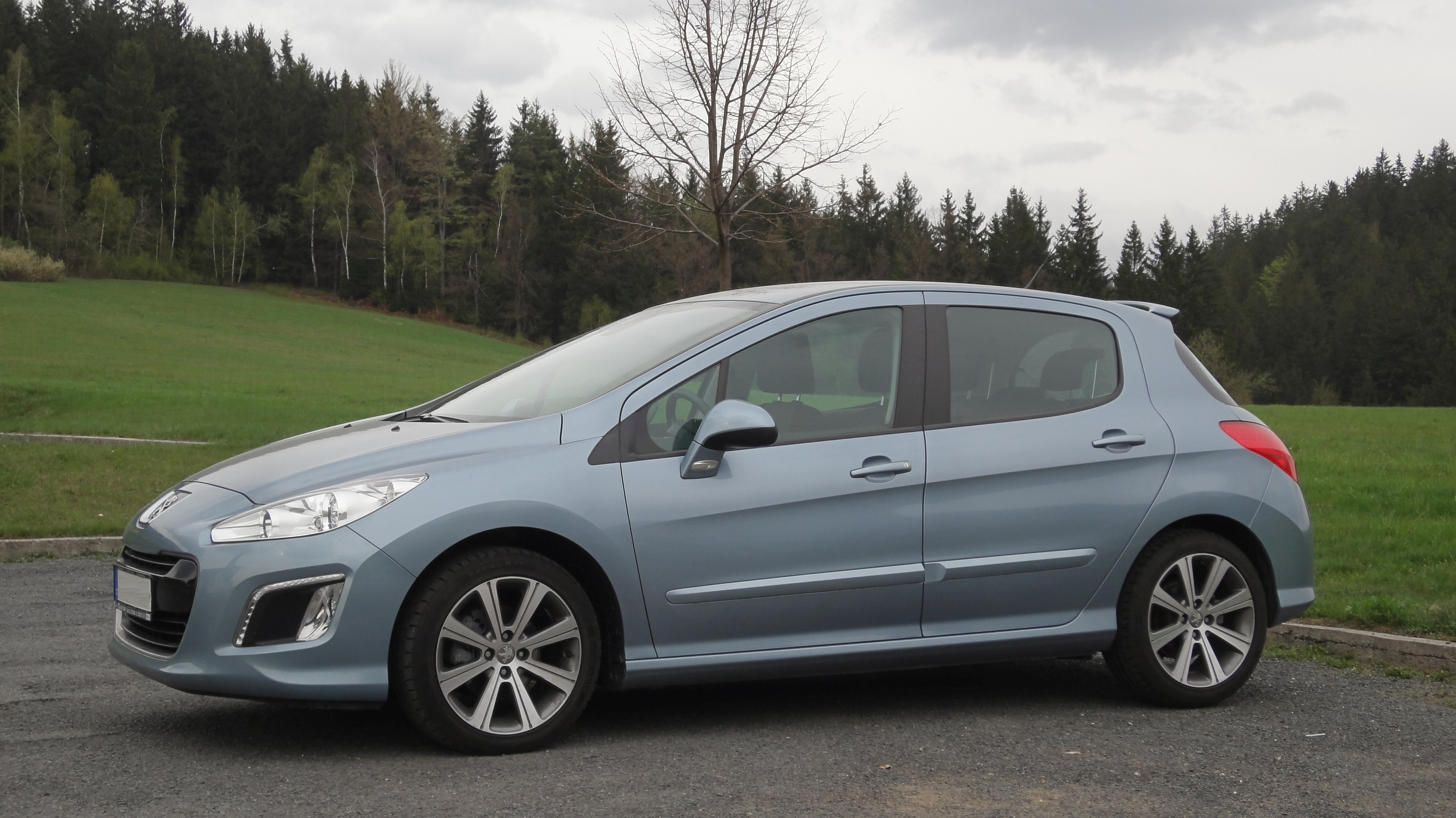
308 hatchback (facelift)

#### Hatchback
308 je k dispozici jako pětidveřový hatchback, s 3 dveřmi na několika trzích. V roce 2010 oznámil Peugeot návrat modelu GTI s motorem 1.6 THP 200 (147 kW). Již od května 2008 byl ve Velké Británii prodáván model sice s označením 308 GT, zde ale šlo o starší motorizaci EP6DTS (5FY) 1.6 THP 175 (128 kW), identickou s modelem 207 RC a Mini Cooper S.

#### Estate
Kombi verze 308, Peugeot 308 SW Prologue, byla odhalena v roce 2007 na frankfurtském autosalonu, produkční verze byla ukázána na 78. Ženevském autosalonu v březnu 2008 a byl uveden do prodeje v létě. 308 SW (nebo 308 Touring v Austrálii) je k dispozici v několika verzích s pěti nebo sedmi sedadly.
Další varianta podvozku X08 je SUV nebo MPV s názvem 3008.

#### Cabriolet
Kabriolet se stahovací střechou známý jako 308 CC nahradil Peugeot 307 CC na jaře roku 2009. Střechu složí do zavazadlového prostoru za 20 sekund, a to až do rychlosti 7,5 km/h. S nataženou střechou je velikost zavazadlového prostoru 465 l, ale se staženou střechou se snižuje na 266 litrů.

#### Sedan
V září 2011 Peugeot představil pro čínský trh čtyřdveřový sedan verzi modelu 308. Tato verze je vyráběna pro čínský trh firmou Dongfeng a je postavena na faceliftovaném modelu 308, ale liší se od evropského modelu velkou přední maskou, má více chromu na bocích a jiný tvar LED koncových světel. Interiér je shodný s evropským modelem. Řada motorů zahrnuje dva benzinové 1,6 16V 110 koní a 2,0 16V s 143 koni. Zavazadlový prostor má objem 502 litrů.

### Facelift
Faceliftovaná 308 byla představena v květnu 2011 na autosalonu v Ženevě s novým vzhledem přední části a drobnými změnami v zadní části vozidla. Výrobce snížil hmotnost vozu o 25–55 kg v závislosti na motorizaci. Peugeot také zahájil prodej modelu 308 e-HDI, mikro-hybridní model se stop-start technologií a systém získání energie během zpomalování a hybridní baterií, která dodává další energii pro rozjezd. Full hybrid 3008 byl představen ve stejnou dobu.
Faceliftovány byly také modely 308 SW a 308 CC.

## Druhá generace (2014-2021), typ B
Výroba druhé generace začala v roce 2014. Oproti předchůdci je lehčí a má jednodušší palubní desku. Vyrábí se jako hatchback nebo kombi.

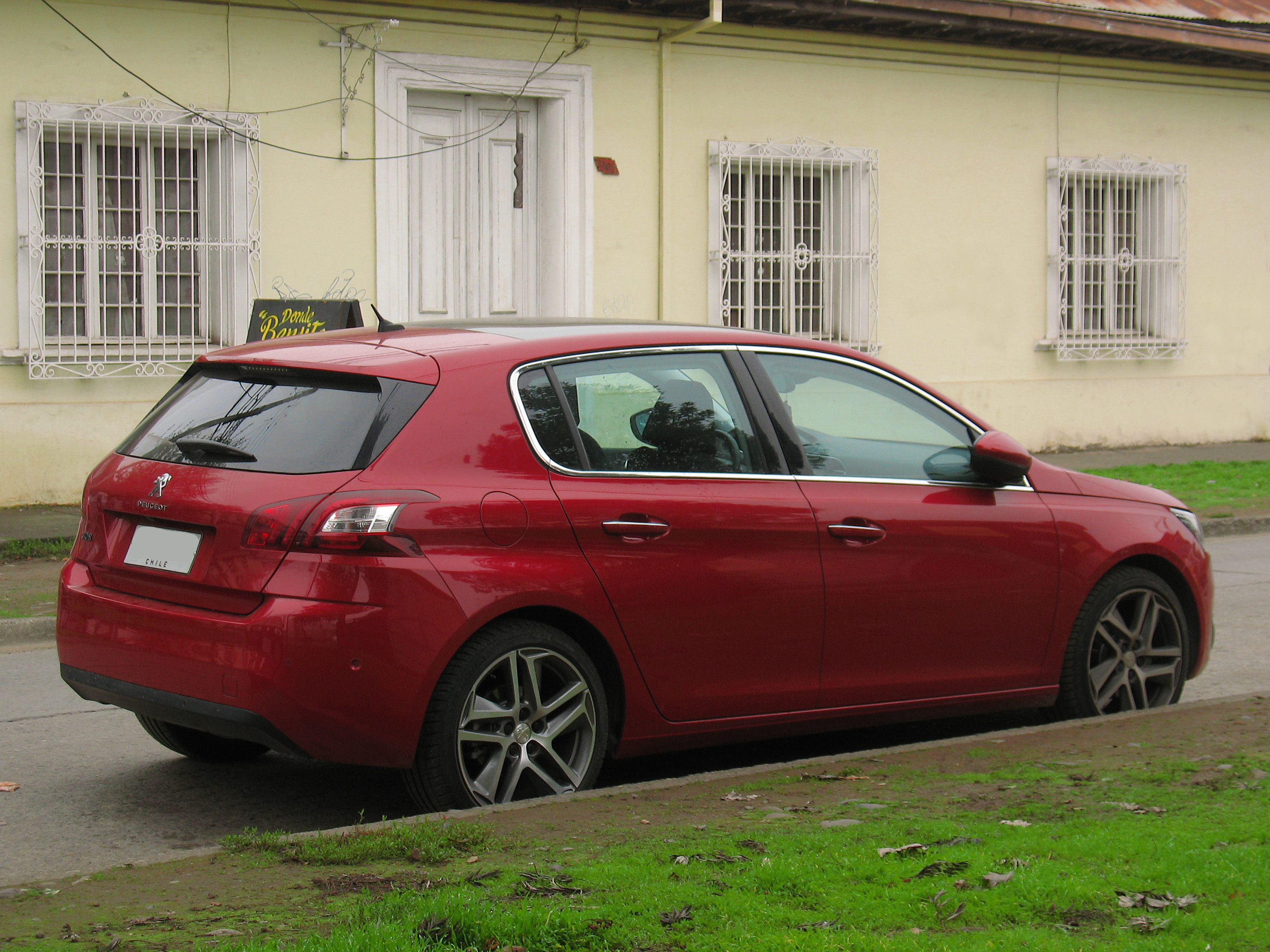
Peugeot 308 druhé generace, pohled zezadu

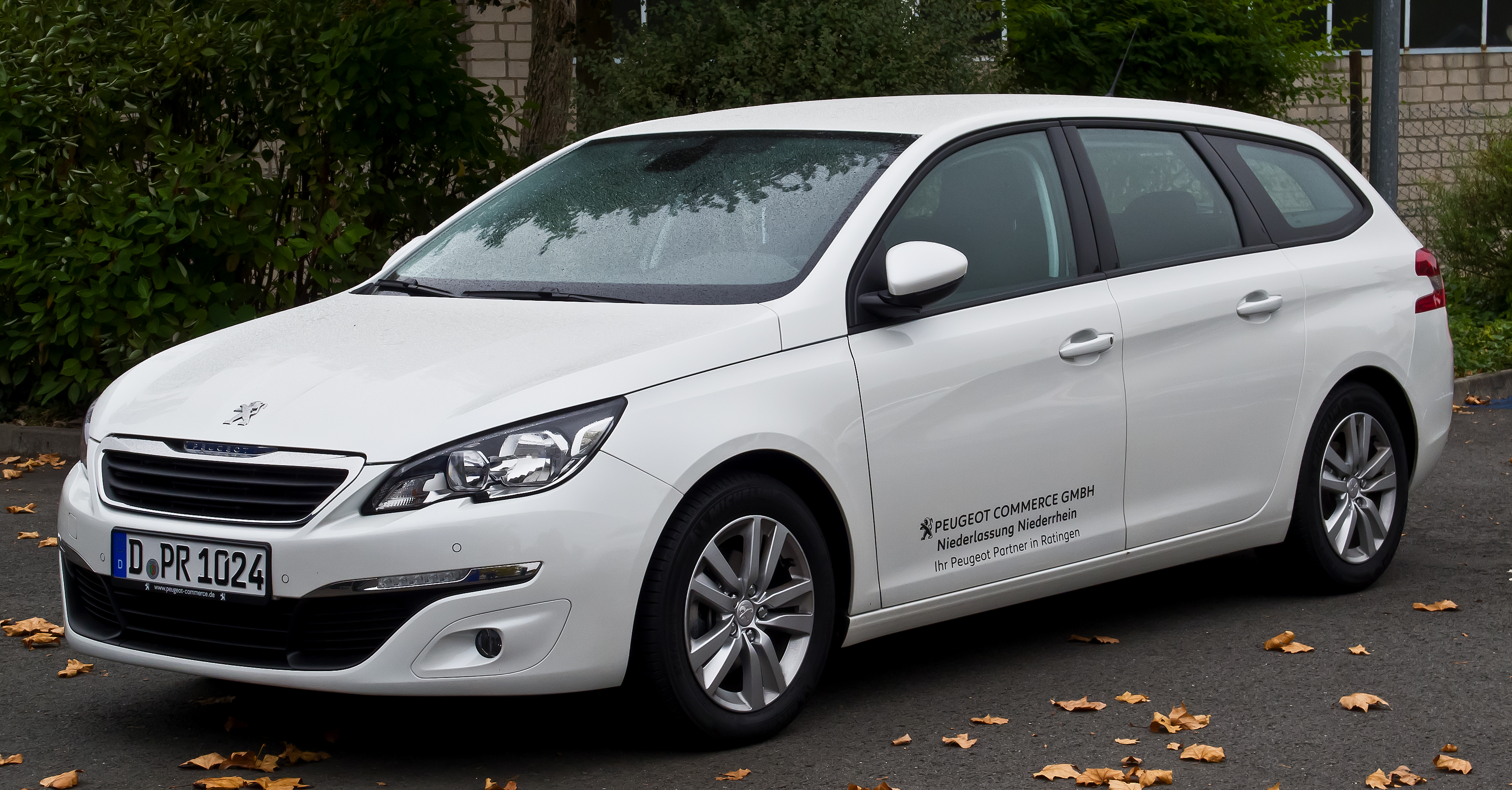
Peugeot 308 SW